# متیاس

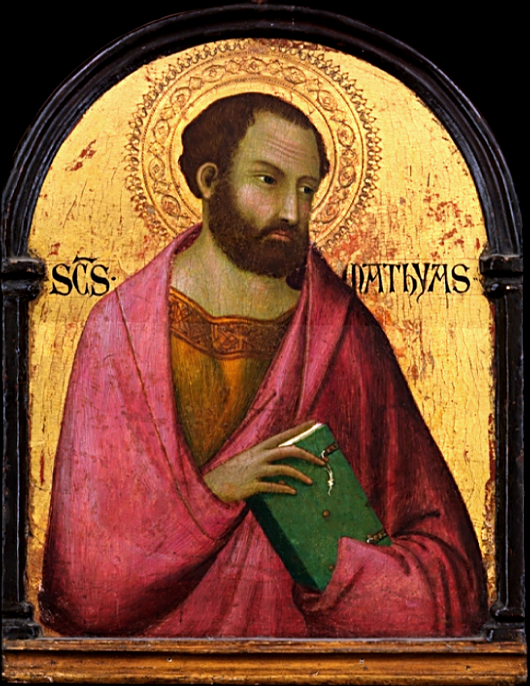
نقاشی از سیمونه مارتینی

متیاس (درگذشت ۸۰ میلادی) برطبق اعمال رسولان مسیح (بخشی از عهد جدید) فردی است که به جای یهودای اسخریوطی به عنوان حواری برگزیده شد. علت کنار گذاشتن یهودای اسخریوطی، خیانت وی به مسیح و خودکشی وی بود.